# José Bibolini
José Bibolini (La Spezia, Italia; 1 de octubre de 1852 - Formosa, Argentina; 24 de mayo de 1934) fue un comerciante italiano que ocupó el cargo de Intendente de la Villa Formosa durante 2 períodos: (1891 - 1892 y 1903). Hermano de Domingo Bibolini, quién también desempeñó ese cargo, llegó en el año 1881, empleóse en la proveeduría de su hermano hasta el año 1886, se instaló luego por cuenta propia con almacén, llegando con su constancia y trabajo a realizar un capital considerable y consolidado representado por bienes raíces y hacienda. Hombre de inteligencia viva y de una lógica persuasiva ejerce aún la profesión de comerciante dedicándole aún actividades juveniles; su patrimonio acumulado responde a la intensa labor desplegada durante 48 años sin interrupción.

## Biografía
José Bibolini fue uno de los primeros pobladores de la villa Formosa. 
Nació el primer día de octubre del año 1852 en La Spezia, Liguria, Italia.
Junto a su hermano Domingo emprendieron el viaje a “la América”. Se radicaron en la República del Paraguay. Cuando el gobierno argentino dispuso crear una ciudad al sur del río Pilcomayo, ambos vinieron a esta región.
En los primeros años del siglo pasado ubicó un pequeño establecimiento ganadero en donde actualmente es el colegio nacional “Gobernador Juan José Silva”. El monte que se extendía desde la calle Moreno y 25 de Mayo hasta esa explotación albergaba animales salvajes. 
Actividad
Practicó el comercio como principal actividad. Sin embargo, fue un hombre permanentemente interesado por el quehacer social y cultural de la ciudad.
Se desempeñó como presidente de la Corporación Municipal (actual cargo de intendente) desde el 7 de julio de 1891 al 16 de enero de 1892. También desde el 1 de enero de 1903 al 14 de marzo de 1903.
En su actividad privada explotó uno de los negocios más tradicionales de Formosa, en la esquina de avenida 25 de Mayo y Rivadavia, en el rubro almacén-tienda.
En mayo de 1906 fue convocado nuevamente como intendente municipal (comisionado municipal) ante la suspensión del titular José P. Reynoso. 
Falleció el 24 de mayo de 1934.